# Parasynema
Parasynema es un género de arañas cangrejo de la familia Thomisidae. El género se distribuye por América del Norte.
Fue descrito por el aracnólogo británico Frederick Octavius Pickard-Cambridge.

## Especies
- Parasynema cambridgei Roewer, 1951
- Parasynema cirripes (O. Pickard-Cambridge, 1891)